# Кіровська сільська рада (Токмацький район)
Кіровська сільська рада — колишній орган місцевого самоврядування у Токмацькому районі Запорізької області з адміністративним центром у с. Лагідне.

## Загальні відомості
Водоймища на території, підпорядкованій даній сільській раді: Юшанли.

## Населені пункти
Сільській раді були підпорядковані населені пункти:
- с. Лагідне
- с. Грушівка
- с. Могутнє
- с. Розкішне
- с. Ударник
- с-ще Зоряне

## Склад ради
Загальний склад ради: 16 депутатів. Партійний склад ради: Партія регіонів — 14, Всеукраїнське об'єднання «Батьківщина» — 1.

### Керівний склад ради
| ПІБ                       | Основні відомості                                                                 | Дата обрання | Дата звільнення |
| ------------------------- | --------------------------------------------------------------------------------- | ------------ | --------------- |
| Хіміч Олександр Павлович  | Сільський голова, 1958 року народження, освіта, член Комуністичної партії України | 26.03.2006   | 01.02.2008      |
| Якименко Петро Васильович | Сільський голова, 1954 року народження, освіта, член Партії регіонів              | 01.06.2008   | 31.10.2010      |
| Якименко Петро Васильович | Сільський голова, 1954 року народження, освіта вища, член Партії регіонів         | 31.10.2010   |                 |

Примітка: таблиця складена за даними джерела